# Calisto confusa
Calisto confusa är en fjärilsart som beskrevs av Percy I. Lathy 1899. Calisto confusa ingår i släktet Calisto och familjen praktfjärilar. Inga underarter finns listade i Catalogue of Life.